# Parafia Ścięcia św. Jana Chrzciciela w Piaskach
Kościół pw. Ścięcia św. Jana Chrzciciela w Piaskach – jeden z 9 kościołów znajdujących się na terenie dekanatu kruszwickiego, w archidiecezji gnieźnieńskiej.

## Rys historyczny
Pierwszy kościół znajdujący się w Piaskach został zbudowany w 1520 r. Od 1932 roku wieś ta ma nowy ceglany kościółek.
Przy kościele znajduje się cmentarz. Podzielony jest na dwie części: pierwsza część powstała w 1520 roku, druga w 1901 roku.

## Galeria

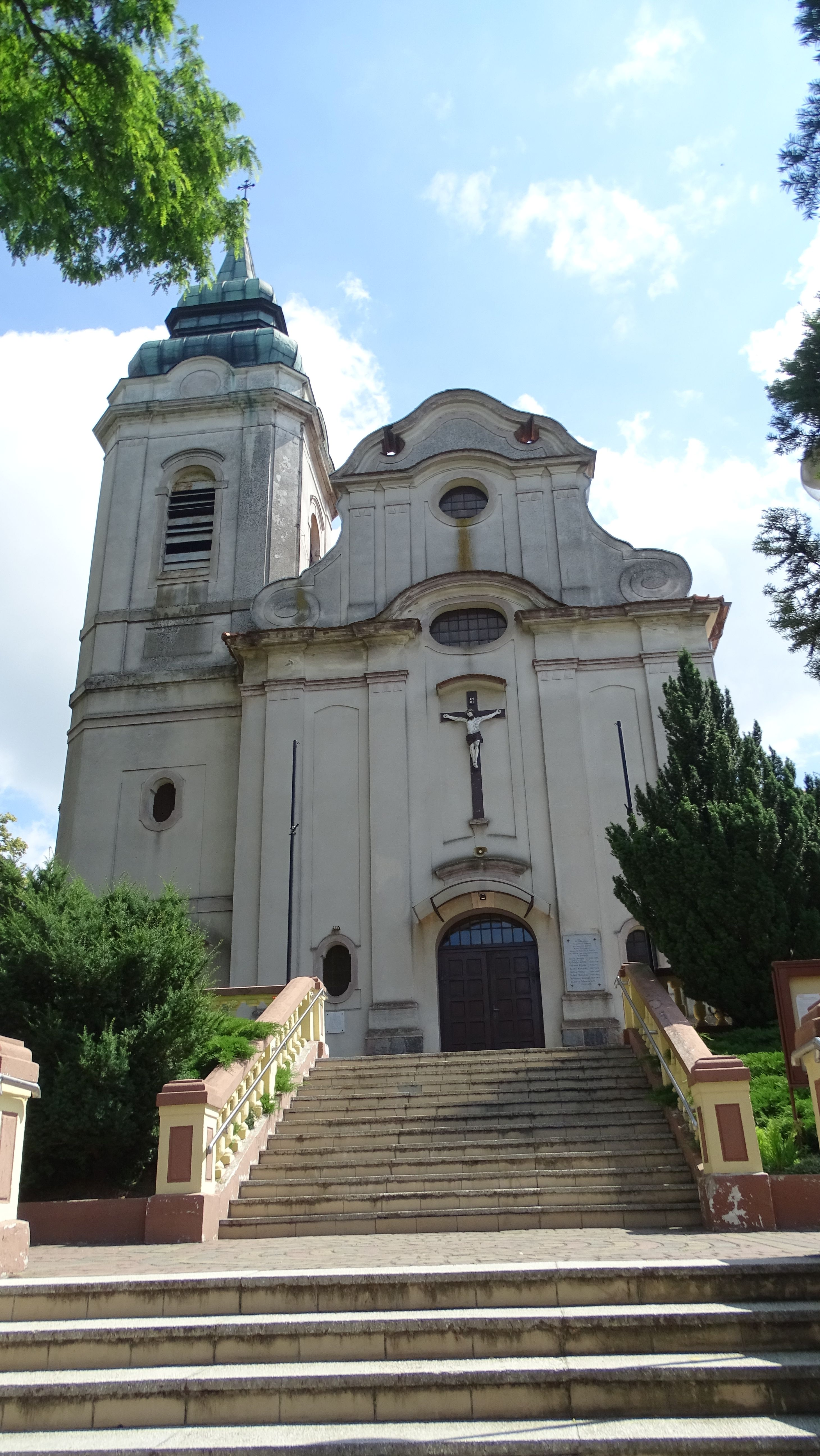
Kościół parafialny
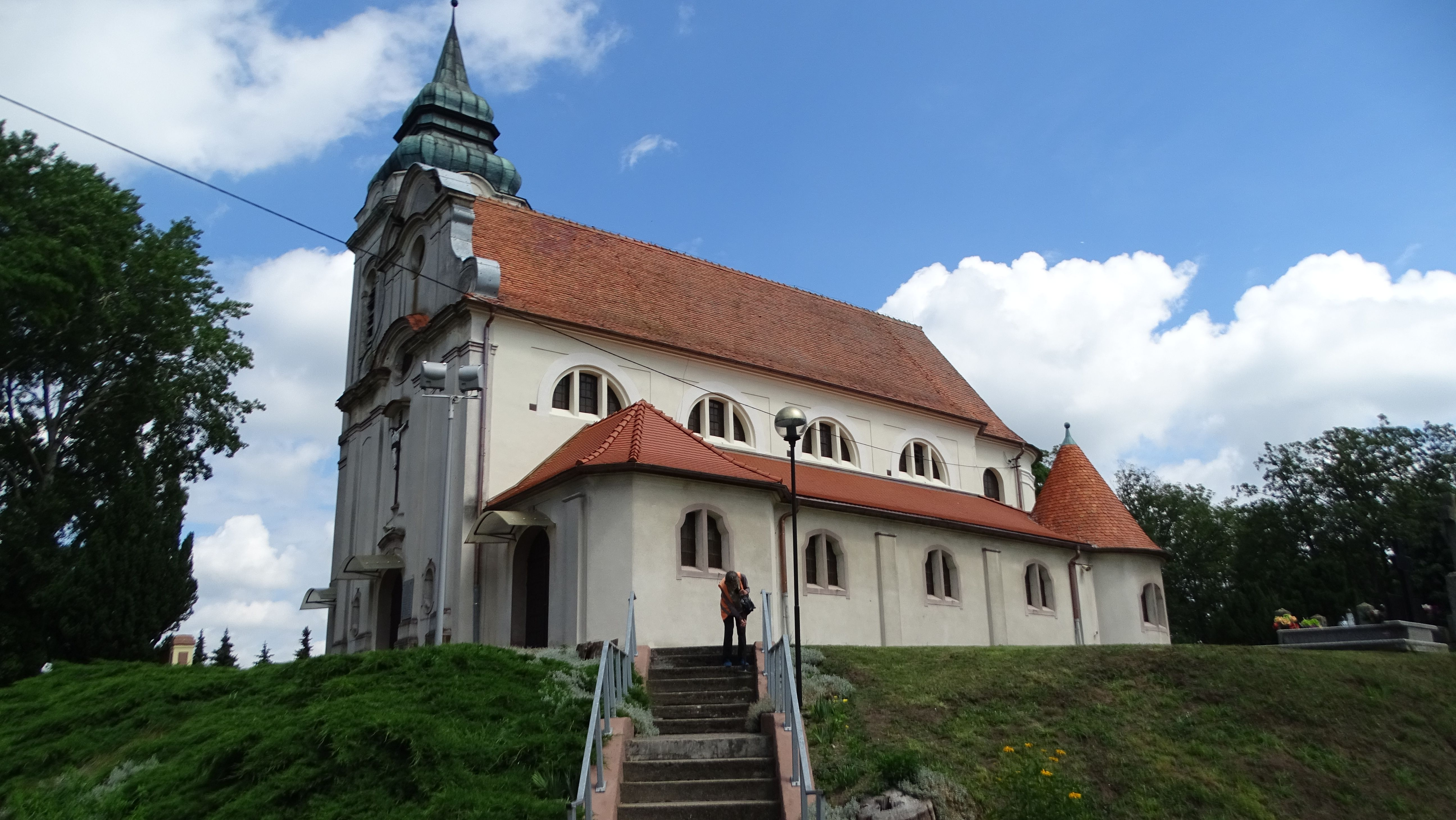
Kościół parafialny
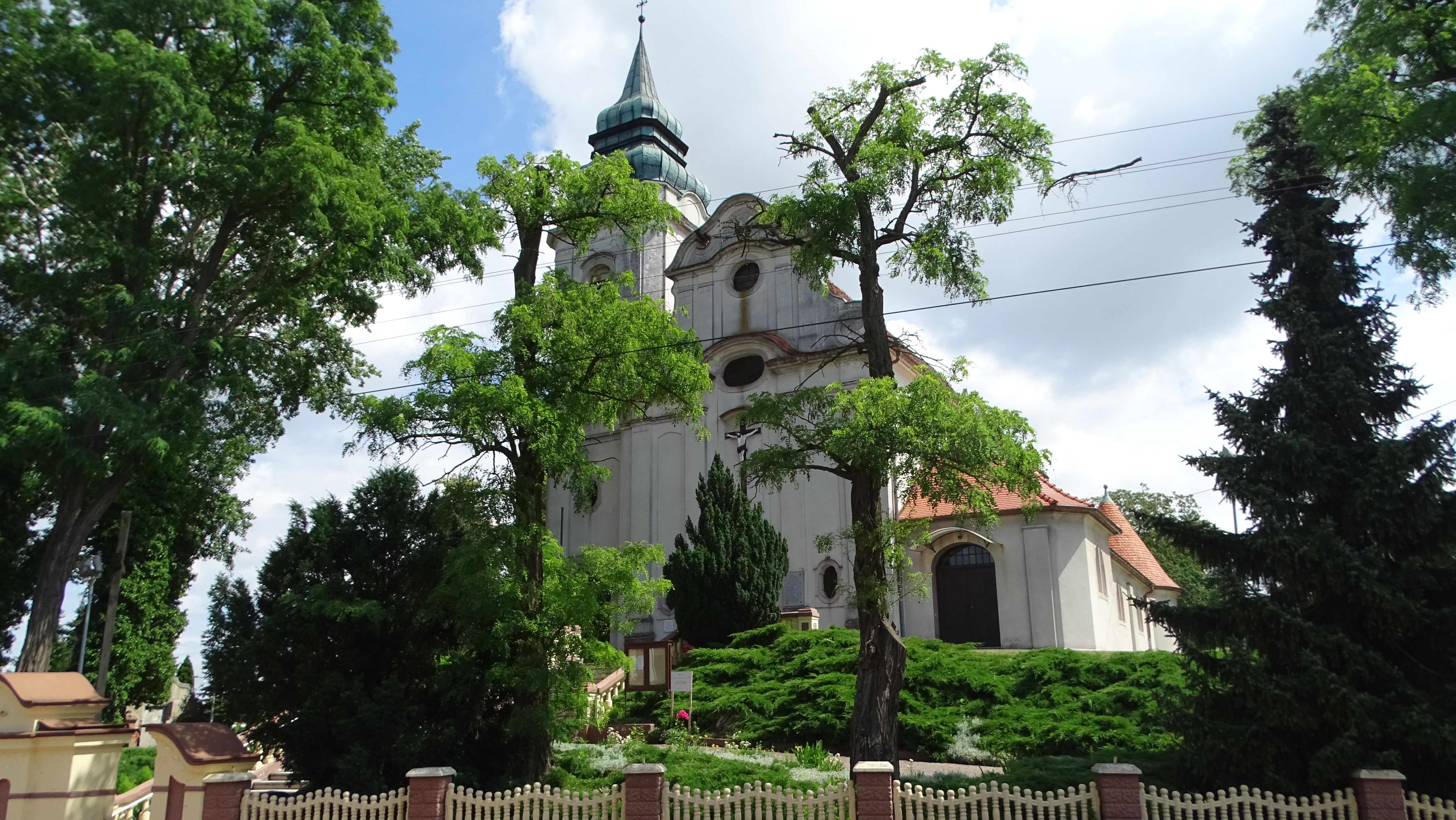
Kościół parafialny
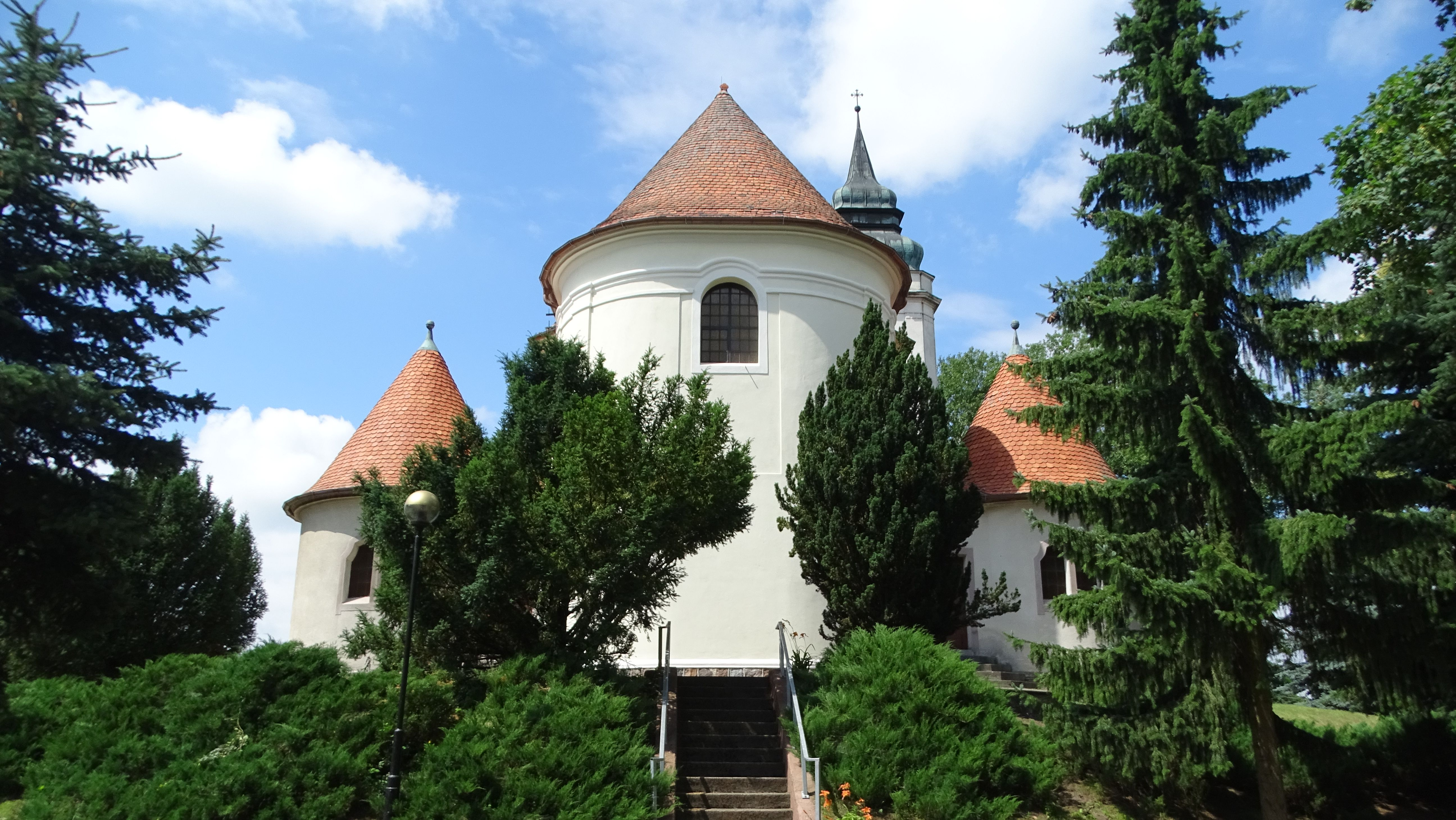
Kościół parafialny
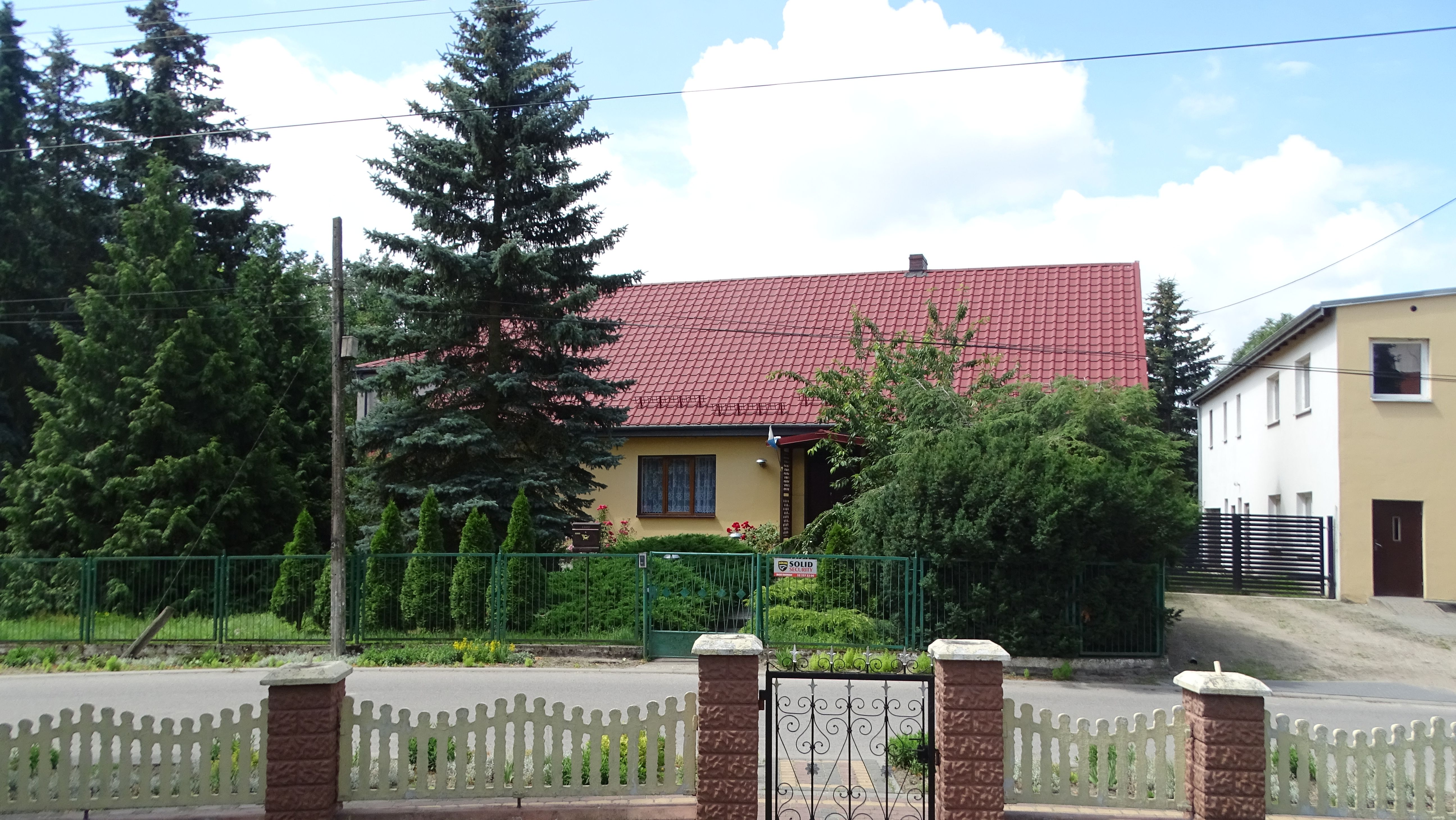
Plebania
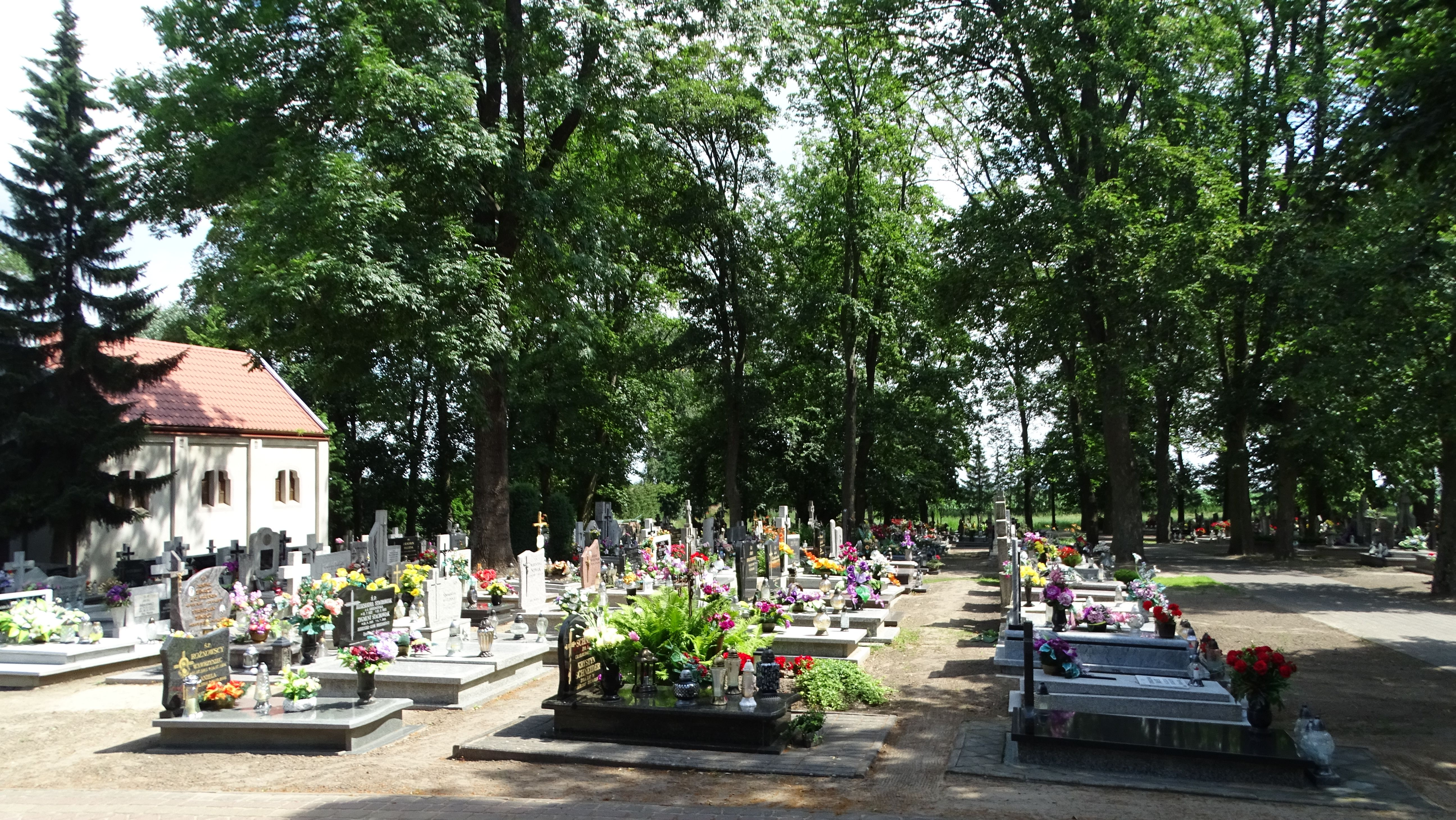
Cmentarz parafialny
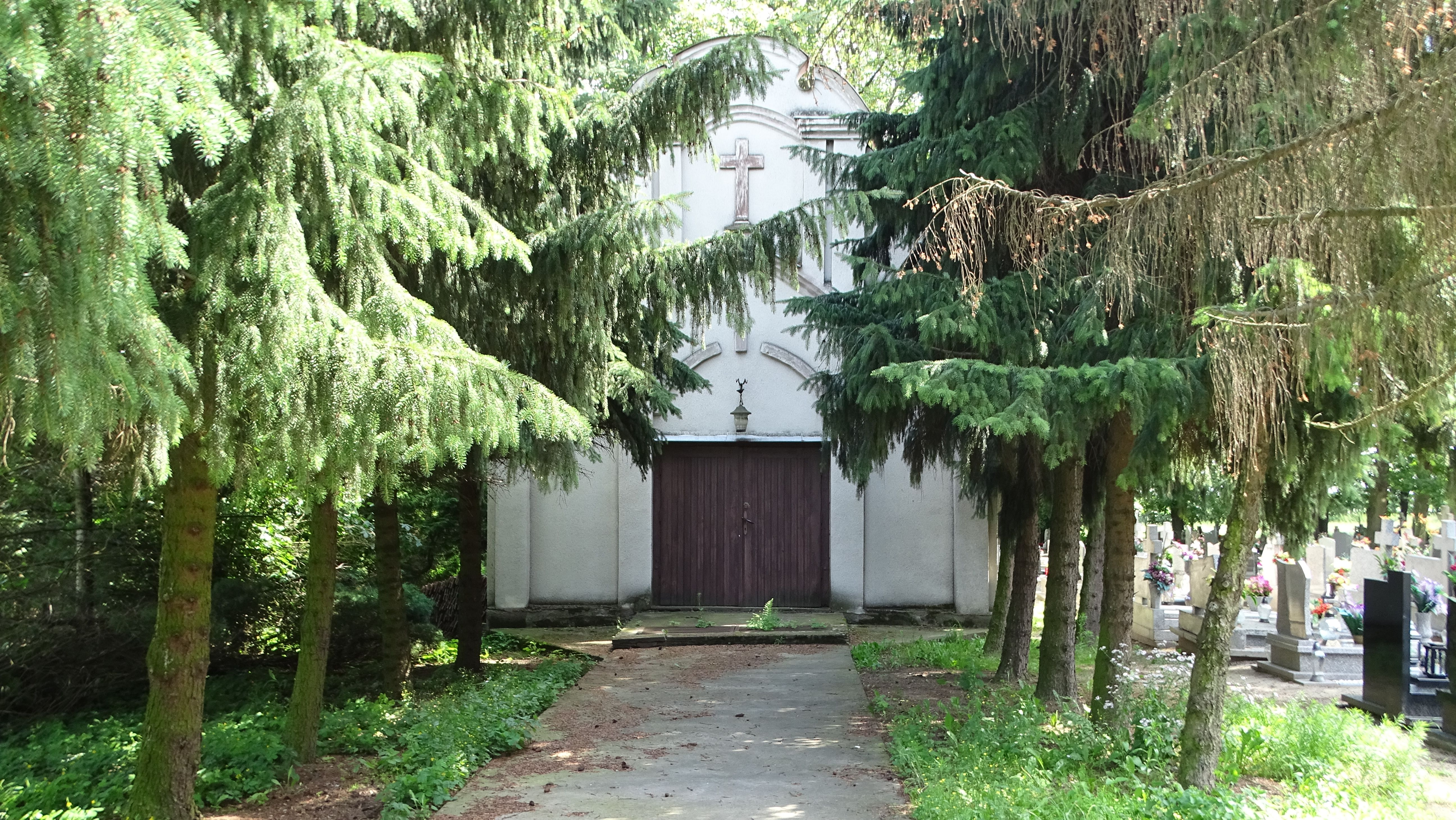
Kaplica cmentarna
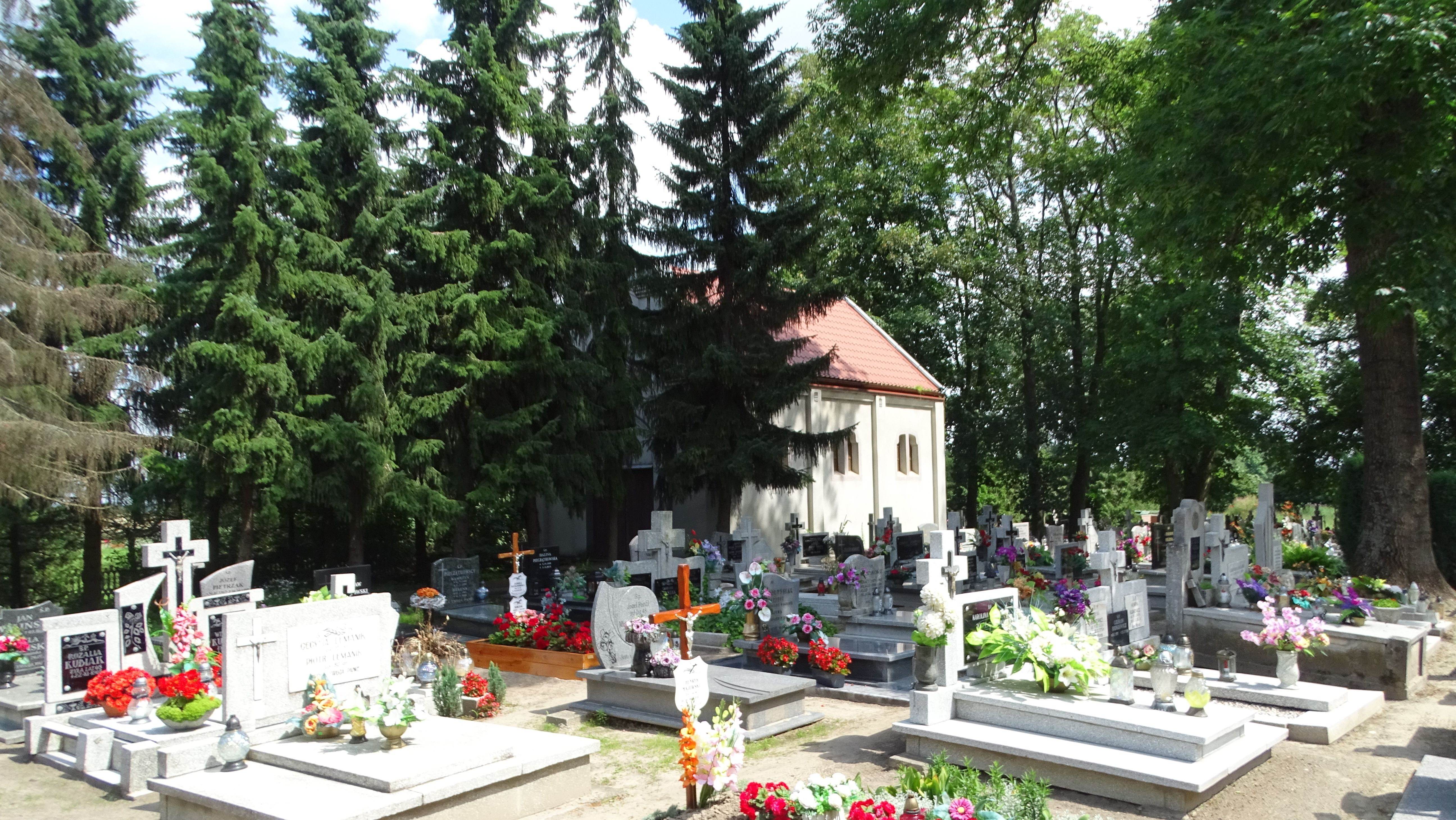
Kaplica cmentarna

## Dokumenty
Księgi metrykalne:
- ochrzczonych od 1772 roku
- małżeństw od 1770 roku
- zmarłych od 1770 roku

## Zasięg parafii
W skład parafii św. Jana Chrzciciela w Piaskach wchodzą: Bachorce, Bródzki, Maszenice, Piaski, Piecki, Skotniki, Tarnowo, Wola Wapowska, Wróble, Zaborowo (2 rodziny).